# Зајед ибн Султан ел Нахјан
Шеик Зајед ибн Султан ел Нахјан (арап. زايد بن سلطان آل نهيان; Абу Даби, 6. мај 1918 — Абу Даби, 2. новембар 2004) био је емиратски политичар, филантроп и оснивач Уједињених Арапских Емирата. Сматра се „Оцем нације” јер је успео да уједини Уједињене Арапске Емирате.